# دوایت ئی. اوانس
دوایت ایوانز (زاده ۱۶ مه ۱۹۵۴) یک سیاستمدار آمریکایی است که از سال ۲۰۱۶ به عنوان نماینده ایالات متحده از پنسیلوانیا خدمت می‌کند. او که یکی از اعضای حزب دموکرات است.
ایوانز در انتخابات مقدماتی دموکرات‌ها برای ناحیه دوم کنگره پنسیلوانیا، چاکا فتاح را شکست داد و پس از استعفای فتاح از کنگره پس از مواجه شدن با اتهامات فساد، در انتخابات ویژه در ۸ نوامبر ۲۰۱۶ پیروز شد. این ناحیه که در سال ۲۰۱۹ به ناحیه سوم کنگره پنسیلوانیا تغییر نام داد، بیشتر مناطق مرکزی شهر، غرب و شمال غربی فیلادلفیا را شامل می‌شود.

## زندگی شخصی
ایوانز هرگز ازدواج نکرده است و در مورد زندگی خصوصی خود به عنوان «بسیار محافظه کار» توصیف شده است. در ۲۳ مه ۲۰۲۴، ایوانز اعلام کرد که دچار سکته مغزی جزئی شده است و در حین بهبودی به مدت شش هفته از کنگره دور خواهد بود.